# 新克拉斯尼揚卡
49°8′36″N 38°14′35″E / 49.14333°N 38.24306°E
新克拉斯尼揚卡（烏克蘭語：Новокраснянка）是位於烏克蘭東部的村莊，由盧甘斯克州北頓涅茨克區的克雷明納市鎮負責管轄。該村始建於1787年，面積5.55平方公里，海拔高度89米，2001年人口1,471，人口密度每平方公里265.1人。